# Pölzig
Pölzig är en kommun och ort i Landkreis Greiz i förbundslandet Thüringen i Tyskland.
Kommunen ingår i förvaltningsgemenskapen Am Brahmetal tillsammans med kommunerna Bethenhausen, Brahmenau, Großenstein, Hirschfeld, Korbußen, Reichstädt och Schwaara.